# Обманщики действительно нечестны?
«Обманщики действительно нечестны?» (англ. Are Crooks Dishonest?) — американская короткометражная кинокомедия режиссёра Гилберта Претта. Копия фильма хранится в киноархивах Нью-Йоркского музея современного искусства и Фильмотеки Испании. Фильм вышел на экраны 23 июня 1918 года.

## Сюжет
Двое мошенников (Гарольд Ллойд и Снуб Поллард) обманом выманивают деньги у людей в парке. Но сами оказываются обмануты девушкой (Биби Даниелс) и её отцом.

## В ролях
| Актёр            | Роль                    |
| ---------------- | ----------------------- |
| Гарольд Ллойд    | Гарольд                 |
| Биби Даниелс     | мисс Гуляш              |
| Снуб Поллард     | Снуб (Гарри Поллард)    |
| Вильям Блэйсделл |                         |
| Семми Брукс      |                         |
| Вильям Гиллеспи  |                         |
| Хелен Гилмор     |                         |
| Лью Харви        | пожилая леди в парке    |
| Гас Леонард      | пожилой мужчина в парке |
| Лидж Конли       |                         |
| Чарльз Стивенсон | камео                   |